# Манастир Дубоковац
Капела Преподобномученице Параскеве - Петке Трнове у Дубоковцу је филијални храм Вишћанске парохије, Архијерејског намјесништва дервентског Српске православне цркве, који се налази у селу Доњи Клакар.

## Историја
Капела се налази у мјесту званом Дубоковац, гдје се према казивању мјештана указао лик Свете Петке Трнове старици Стани Видаковић из Доњег Клакара, након чега су вјерници почели да посјећују то мјесто, а Српска православна црква одлучила да сагради капелу. Прије рата вјерници су на поклоничко путовање Светој Петки одлазили у Подвиње, код Славонског Брода гдје јој је посвећен извор. У ратним дешавањима српско становништво је протјерано из Славоније, тако је у овом периоду онемогућен одлазак на поклоњење Св. Петки у Подвиње, гдје је иначе њен извор био затрпан и оскрнављен. Када су Срби протјерани са тих простора са собом су понијели и икону Св. Петке, која је остављена при Храму Покрова Пресвете Богородице у Броду. Вјерници су чезнули да оду на поклоњење Св. Петки и тако се родила воља и жеља да празнују Св. Петку код извора у Дубоковцу (село Доњи Клакар). Прво молитвено окупљање почело је за вријеме протојереја Бранка Ђурића, што је благословио и епископ Василије освештавши овај извор 1994. године. После тога пренесена је икона Свете Петке из Брода да би се пред њом народ могао молити и тражити благослов светитељке.

## Садашњост
Градња храма на том мјесту почела је 22. децембра 2005. године, темељ је освећен 7. августа 2006. год. од епископа Василија. Храм је саграђен од ситне цигле, покривен бакром. Пројекат је урадио архитекта Љубиша Фолић из Београда. Од почетка изградњом су руководили свештеници: протонамјесник Предраг Ћирковић (2005—2009) и јереј Дарко Вукомановић од 2009. године.